# جيمس شليسنجر
جيمس رودني شليسنجر (بالإنجليزية: James R. Schlesinger)‏ (15 فبراير 1929 - 27 مارس 2014) هو اقتصادي وموظف حكومي أمريكي عرف بعمله كوزير للدفاع من عام 1973 إلى 1975 في إدارة الرئيسين ريتشارد نيكسون وجيرالد فورد. أصبح أول وزير الطاقة في أمريكا في رئاسة جيمي كارتر.
عارض شليسنجر في منصب وزير الدفاع العفو عن رافضي الخدمة وضغط من أجل تطوير نظم أسلحة نووية أكثر تطورا. بالإضافة إلى ذلك، دعمه لطائرات أيه-10 وبرنامج المقاتلة خفيفة الوزن (سميت لاحق إف-16) ساعد على ضمان اكتمال المشروع.

## التعليم
تعلم في جامعة هارفارد.

## مناصب وهيئات
تولى مناصب جامعة فرجينيا (1955–1963).

## روابط خارجية
- جيمس شليسنجر على موقع مونزينجر (الألمانية)
- جيمس شليسنجر على موقع إن إن دي بي (الإنجليزية)